# Astragalus hamadryadis
Astragalus hamadryadis es una especie de planta del género Astragalus, de la familia de las leguminosas, orden Fabales.

## Distribución
Astragalus hamadryadis se distribuye por Irán.

## Taxonomía
Fue descrita científicamente por Podlech. Fue publicada en Feddes Repert. 116(1-2): 65 (2005).